# Обмежений оператор
Оператор {\displaystyle A:X\to Y} між двома топологічними векторними просторами називається обмеженим, якщо кожну обмежену множину топологічного векторного простору {\displaystyle X} він переводить в обмежену множину топологічного векторного простору {\displaystyle Y}. 
Дане означення можна застосовувати до лінійних і нелінійних операторів. Будь-який неперервний оператор є обмеженим.

## Лінійний обмежений оператор
Для лінійного оператора часто наводять інші означення: 
- Лінійний оператор {\displaystyle A:X\to Y} називається обмеженим, якщо існує такий окіл нуля {\displaystyle U}, що {\displaystyle A(U)} є обмеженою множиною в {\displaystyle Y}.
- Лінійний оператор {\displaystyle A:X\to Y} між нормованими просторами називається обмеженим, якщо існує таке додатне число {\displaystyle C}, що {\displaystyle \|Ax\|\leq C\|x\|}. Найменше з таких чисел {\displaystyle C} позначають через {\displaystyle \|A\|} і називають нормою оператора {\displaystyle A}. Іншими словами,

{\displaystyle \|A\|=\sup _{\|x\|=1}{\|Ax\|}}

## Зв'язок між обмеженістю і неперервністю
- Справедливою є теорема про те, що лінійний обмежений оператор, який діє із одного F-простору в інший є неперервним. [2] Також це твердження буде справедливим для лінійного оператора {\displaystyle A:X\to Y} із борнологічного простору {\displaystyle X} у локально опуклий простір {\displaystyle Y}.
- Навпаки, будь-який неперервний оператор є обмеженим.[1][2] Таким чином